# Municipio 8 Spring Creek
El municipio 8 Spring Creek (en inglés: Township 8 Spring Creek) es un municipio ubicado en el  condado de Madison en el estado estadounidense de Carolina del Norte. En el año 2010 tenía una población de 914 habitantes.

## Geografía
El municipio 8 Spring Creek se encuentra ubicado en las coordenadas 35°46′39.34″N 82°53′0.2″O / 35.7775944, -82.883389.